# Hopperstads stavkyrka
Hopperstads stavkyrka är en stavkyrka i Vikøyri i Viks kommun i Vestland fylke i västra Norge. Kyrkan ägs och förvaltas sedan 1882 av Foreningen til norske Fortidsminnesmerkers Bevaring. Kyrkan har plats för cirka 30 personer. 
Under ledning av arkitekt Peter Blix restaurerades kyrkan åren 1885–1891 så att den återfick mycket av sitt medeltida utseende.
Stavkyrkan antas vara byggd omkring år 1130 och står fortfarande kvar på sin ursprungliga plats. Kyrkan är en av de äldsta stavkyrkorna som fortfarande finns kvar i Norge.
Det finns en kopia av Hopperstads stavkyrka vid Heritage Hjemkomst Center i staden Moorhead, Minnesota i USA. Den invigdes 1998. Replikkyrkan är en del av ett större komplex som inkluderar ett museum och ett skandinaviskt kulturarvscentrum.

## Historik
De tidigaste befintliga historiska uppgifterna om kyrkan går tillbaka till år 1322, men kyrkan var inte ny det året. Den första kyrkan i Hopperstad var sannolikt en liten stavkyrka i trä som byggdes under mitten av 1000-talet, möjligen runt år 1060. Denna kyrka revs och ersattes med den nuvarande kyrkan under början eller mitten av 1100-talet, möjligen mellan åren 1130 och 1150. År 1982 hittades arkeologiska bevis som visade stolphål för de stora stavarna som stödjer tanken på en tidigare kyrka på platsen. Återigen 1997 samlades en serie prover från stockarna för dendrokronologisk datering av kyrkan. Totalt sju prover gav en uppskattning för konstruktionen från 1034 till 1116 och resulterade inte i någon säker slutsats i kyrkans ålder, men detta stöder tanken att material från den gamla kyrkan användes vid uppbyggnaden av den nuvarande kyrkan.
Kyrkans medeltida timmer har ett betydande antal runor.
Det finns inga uppgifter om hur den medeltida kyrkan faktiskt såg ut, men det finns en mängd olika skisser som visar ett långhus och kor. Kyrkan genomgick inte några större förändringar förrän på 1600-talet. Då förlängdes långhuset i väster och en klockstapel lades till ovanför den nya tillbyggnaden. I öster tillkom en ny timrad sektion. En ny vestibul i söder med egen ingång tillkom också. År 1723 såldes kyrkan till privat ägare på den norska kyrkauktionen så att kungen kunde betala av skulder från det stora nordiska kriget.
Det största tillskottet till kyrkan kom norrut med en timrad konstruktion. Denna nya del fick namnet "nykyrkan". Bygget stod klart under 1700-talet (denna del revs omkring 1875). Det finns inga kända bilder av interiören från denna tid, men en berättelse skriven av prästen Niels Dahl, som antas ha besökt kyrkan 1824, beskriver interiören:
”Kyrkan har gallerier på tre nivåer runt alla väggar, att kyrkan 'hade en rundt alle veggene og at den var lavloftet og tømret' med trappor upp till gallerierna. Och dopfunten är placerat under den medeltida baldakinen. Och väggarna är bemålade med många citat från den heliga skrift i livfulla färger.”
År 1814 fungerade denna kyrka som valkyrka (norska: valgkirke). Tillsammans med mer än 300 andra församlingskyrkor runt om i Norge var den vallokal för val till 1814 års norska konstituerande församling som skrev Norges konstitution. Detta var Norges första nationella val. Varje kyrkoförsamling var en valkrets som valde personer kallade "elektorer" som senare träffades tillsammans i varje län för att välja representanter till den församling som skulle sammanträda i Eidsvoll senare samma år.
På 1870-talet var de båda angränsande församlingarna Hove och Hopperstad i behov av nya kyrkor. Frågan togs först upp av den lokala kyrkoherden Jørgen Christian Andreas Grøner som klagade över storleken på de två kyrkorna. Båda kyrkorna var gamla och små och på grund av sin ålder var de i stort behov av renovering. De lokala byborna trodde att han överdrev och kyrkans privata ägare ville inte lägga pengar på kyrkorna. Kort därefter beslutade den lokala prästen att inte längre hålla gudstjänster i Hopperstads stavkyrka eftersom det var så kallt och dragigt. Inom kort tid beslutades att slå samman de två grannförsamlingarna till en större församling. Den 11 december 1875 utfärdades ett kungligt dekret som beordrade stängning av båda kyrkorna och byggande av en ny kyrka i Vikøyri för den nybildade församlingen. År 1877 byggdes den nya Vik kyrka och de två äldre kyrkorna togs ur regelbunden användning och bevarades som historiska platser. 
År 1877, efter cirka 700 år i bruk, övergavs den gamla kyrkan. Kyrkan hade varit i mycket dåligt skick i många år och tre år efter stängningen köpte Samfundet for bevaring av fornnorska minnesmärken byggnaden 1880. Alla de "nya" tilläggen revs och bara den medeltida byggnaden stod kvar. Med Borgunds stavkyrka som förebild rekonstruerade arkitekten Peter Andreas Blix kyrkan mellan 1884 och 1891. Under ombyggnaden påträffades ristade partier under golvet som tydde på att den nya kyrkan ersatte en äldre kyrka, som troligen byggts under senare hälften av 1000-talet. Under återuppbyggnaden lämnades långhuset och koret ifred och absiden, korridorerna och taket byggdes alla om. Alla de nybyggda delarna byggde på liknande befintliga stavkyrkor som Borgunds stavkyrka och Urnes stavkyrka. Sedan dess färdigställande 1891 har kyrkan använts främst som museum, även om församlingen fortfarande använder kyrkan för speciella tillfällen.

## Nuvarande byggnad
Kyrkan är en treskeppig stavkyrka av så kallad Borgund-typ. Den har tre portaler, och den västra portalen är ett utmärkt exempel på träsnideri från medeltiden. Motiven är av romansk karaktär, ofta förknippade med europeiskt inflytande. Långhuset är ett upphöjt centralt rum med en gång runt om, och koret är apsidalt och smalare än långhuset.
Kyrkan innehåller ett altare tillägnat Jungfru Maria och ciborium från 1300-talet med en baldakin på norra sidan. Ciboriet har fyra skulpterade huvuden: Kristus med gloria, en drottning, en kung och en munk. Baldakinens tak bär en målning av Kristi födelse.

## Galleri

Exteriör
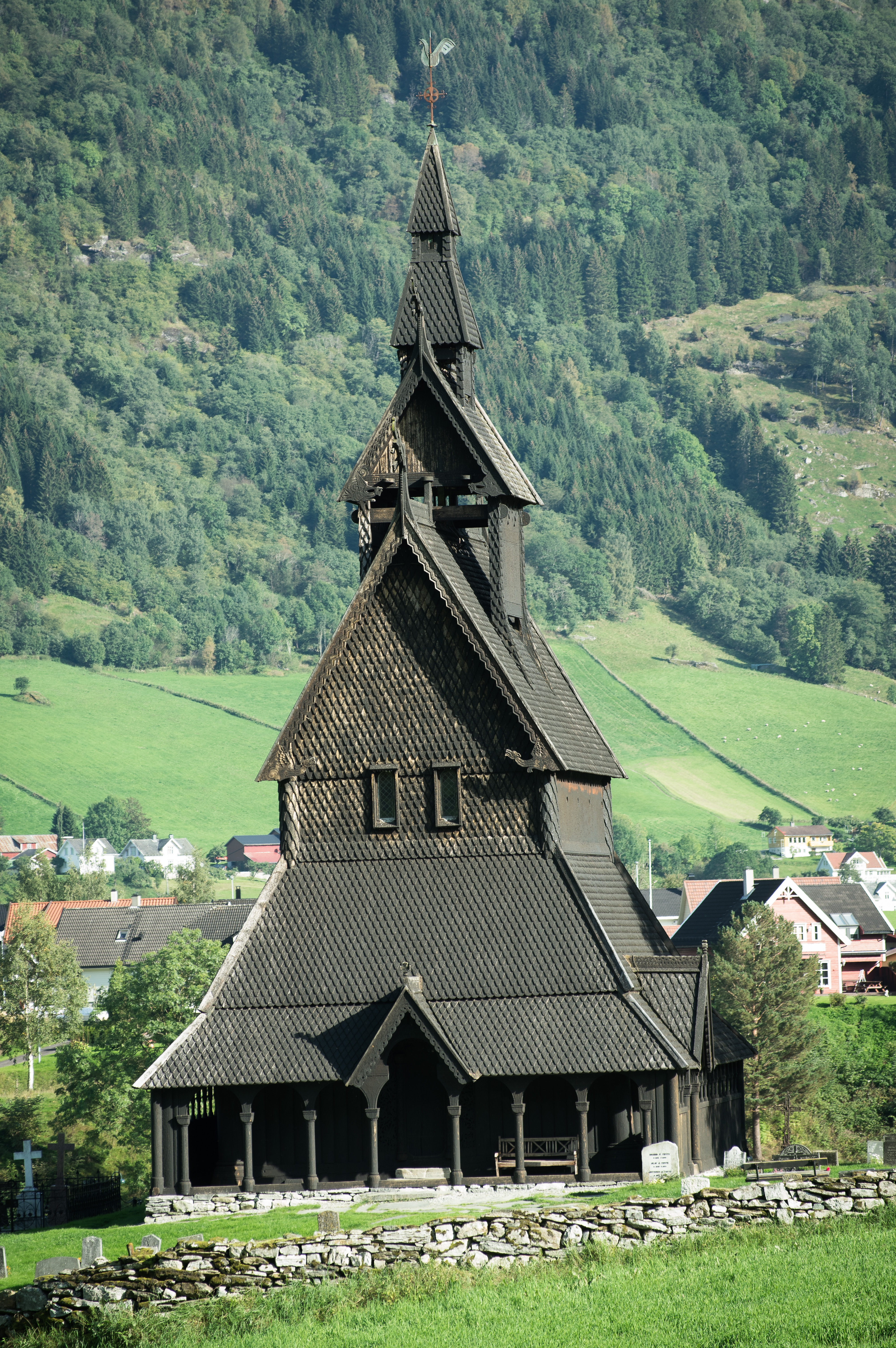
Huvudentré.
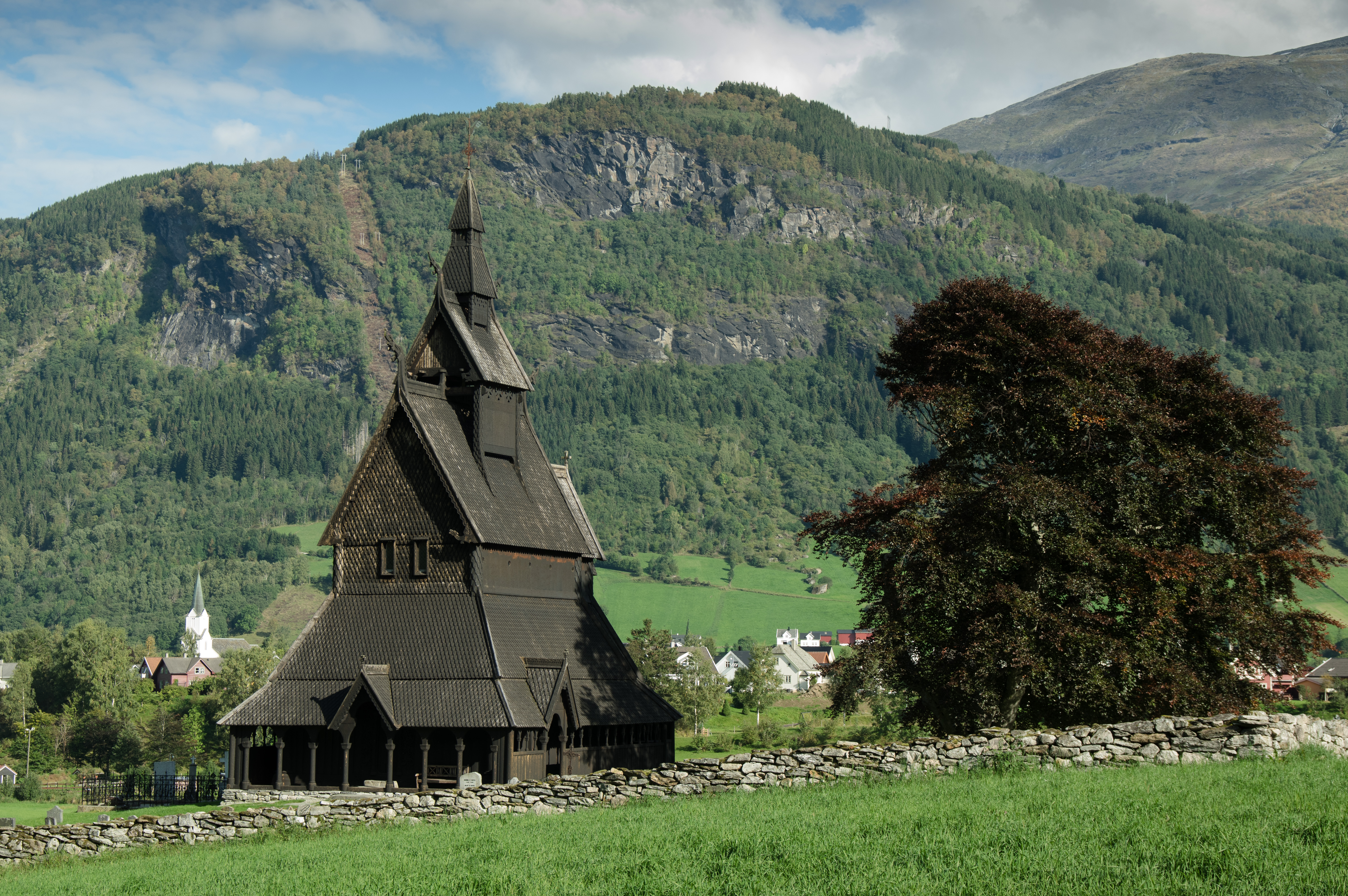
Kyrkans exteriör (2016).
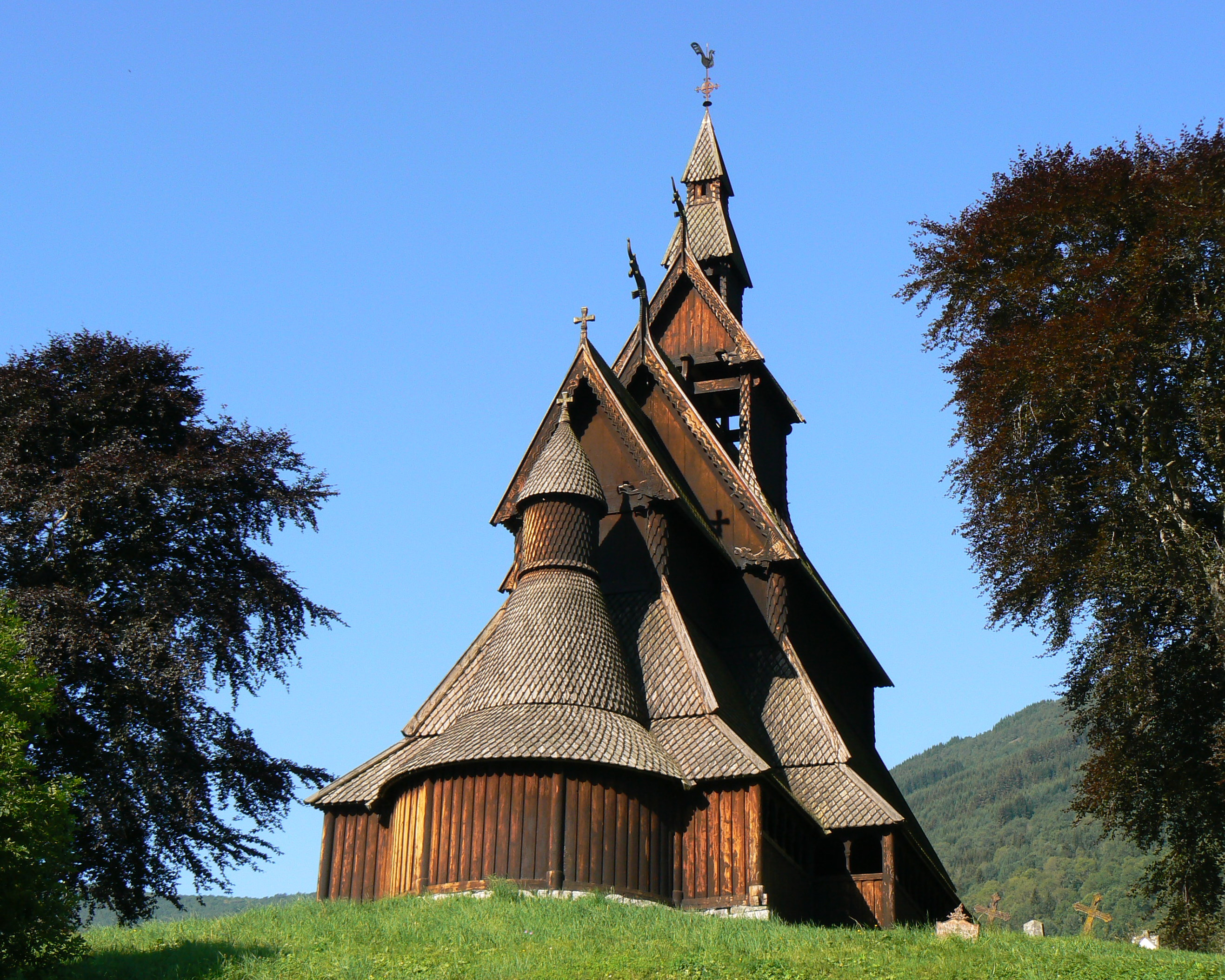
Vy från öster.
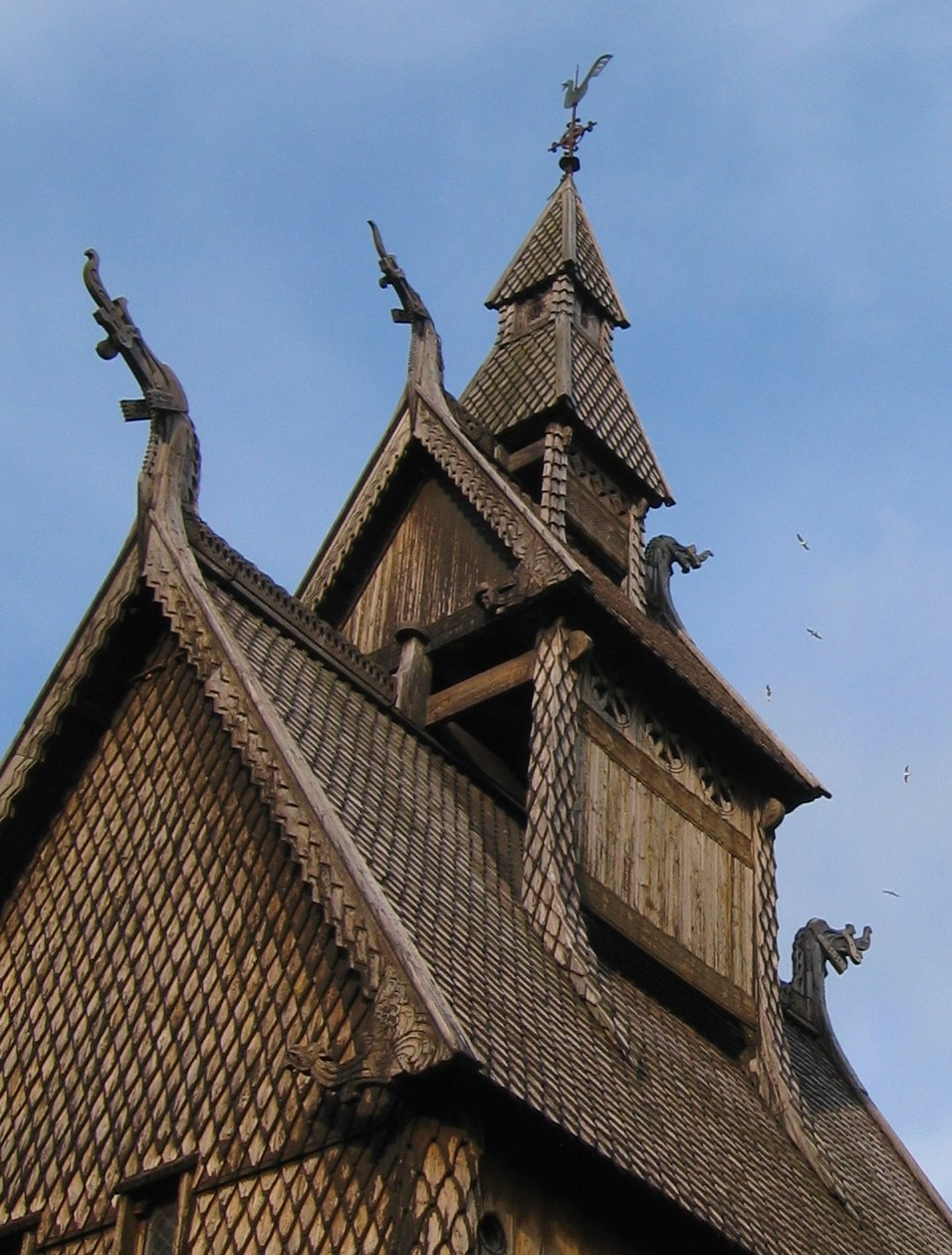
Hopperstads stavkyrka.
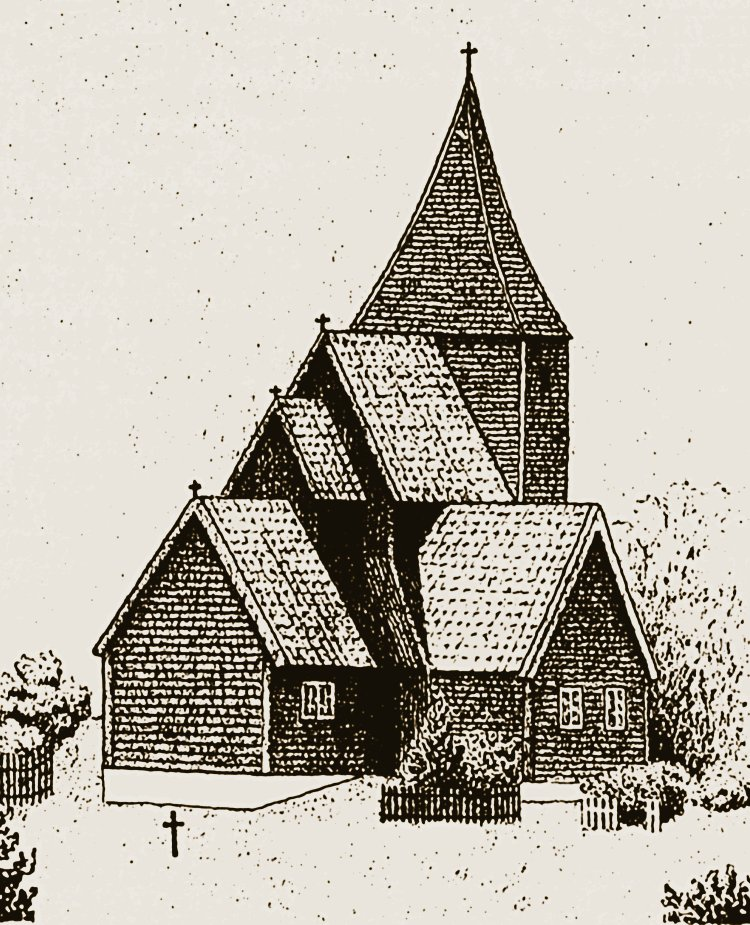
Ritning av Hopperstad stavkyrka från 1878.
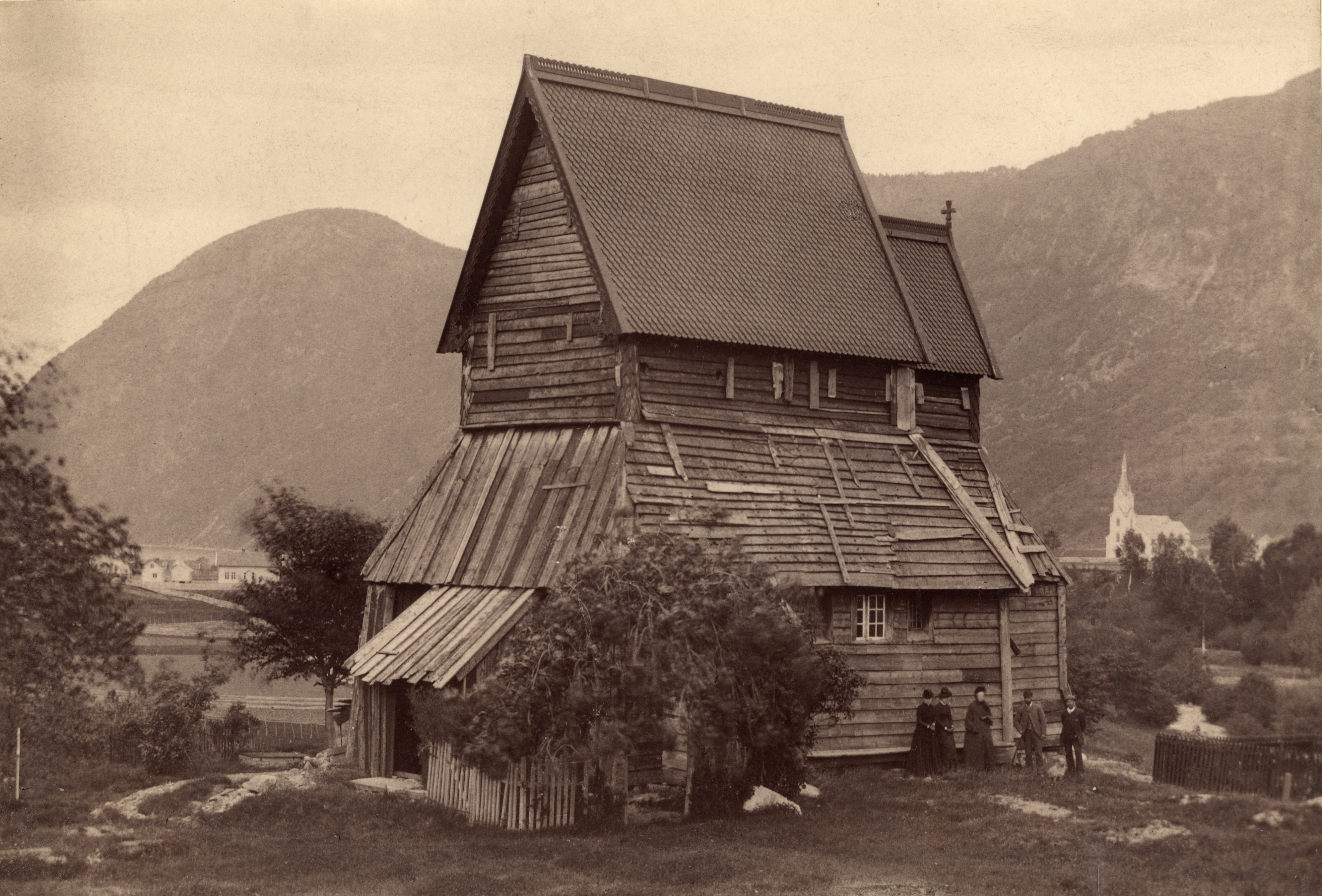
Hopperstad 1885 före ombyggnaden.
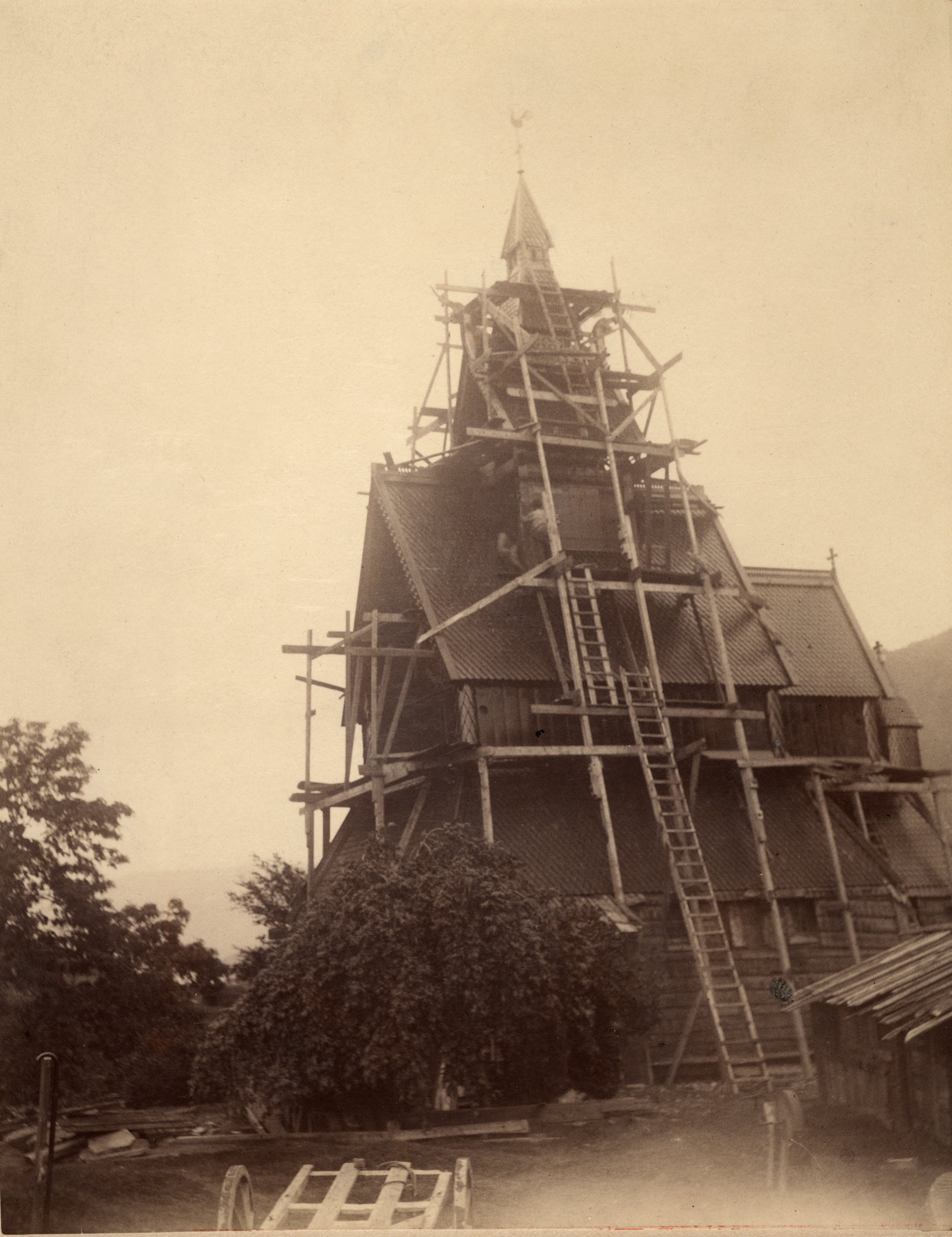
Vy av kyrkan under ombyggnaden.
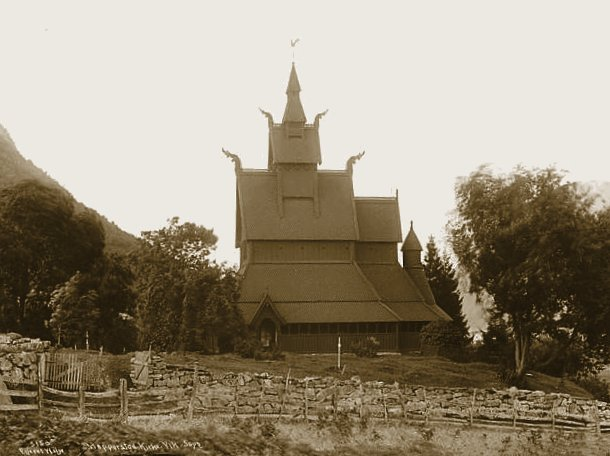
Kyrkan efter ombyggnaden.
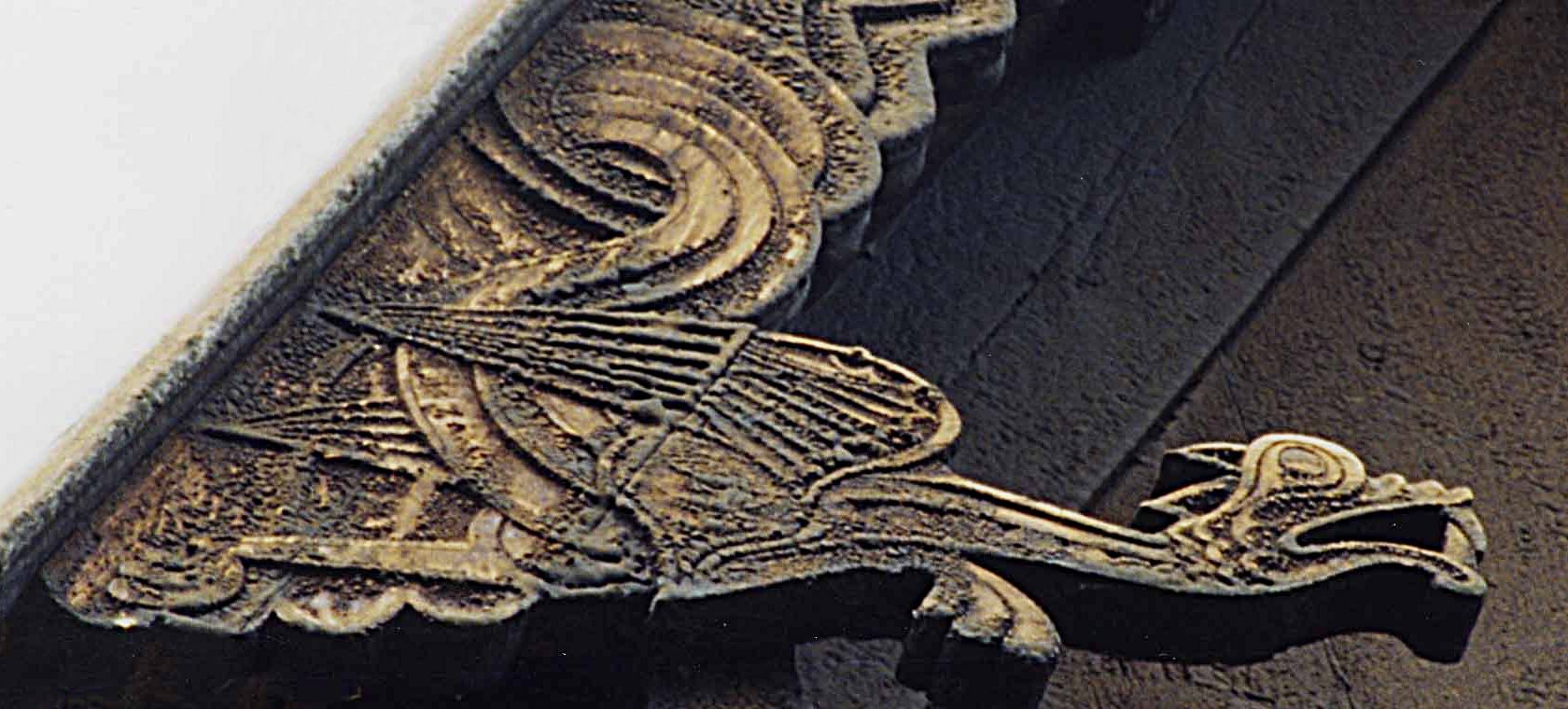
Drakhuvud.
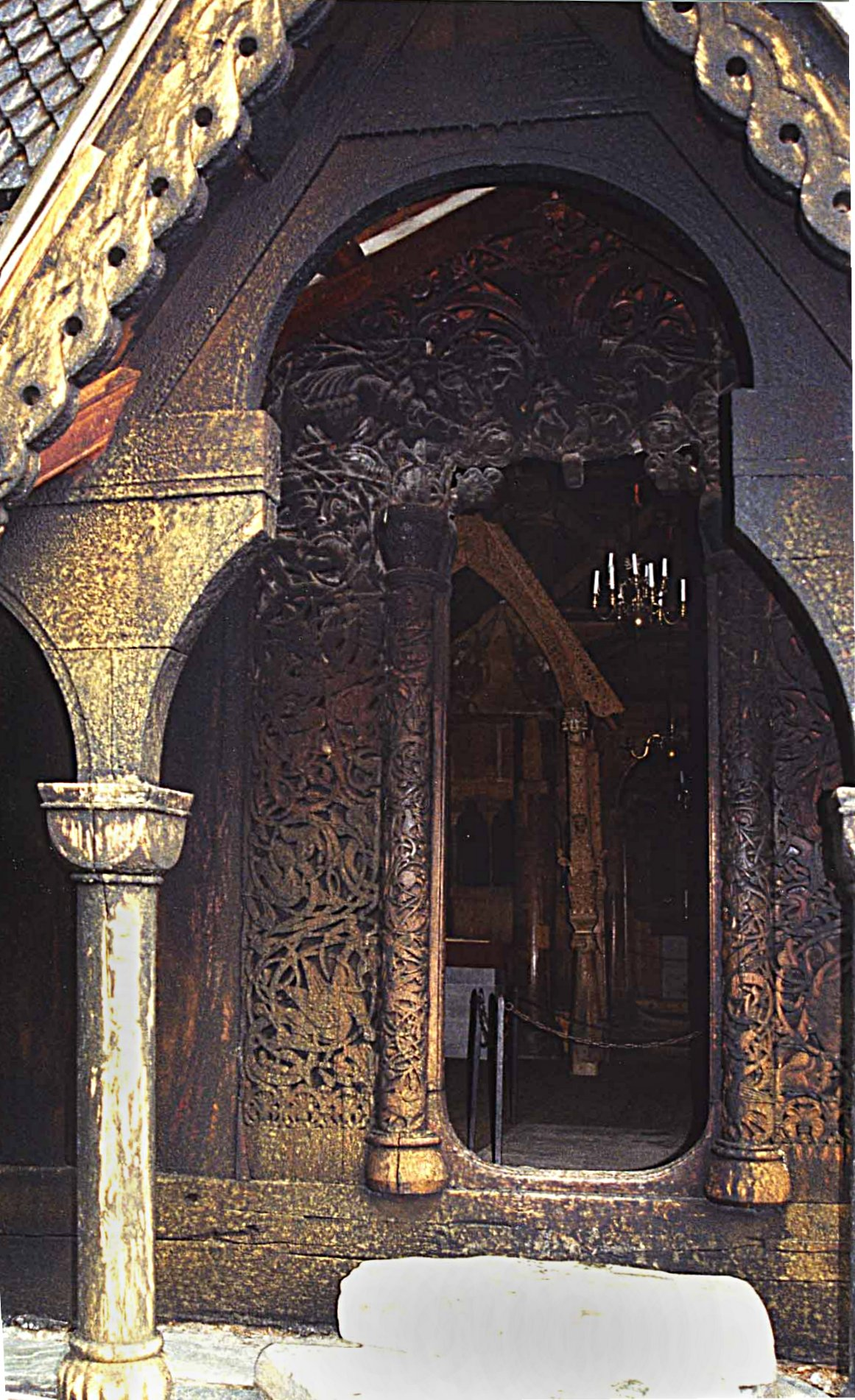
Portal.

Interior
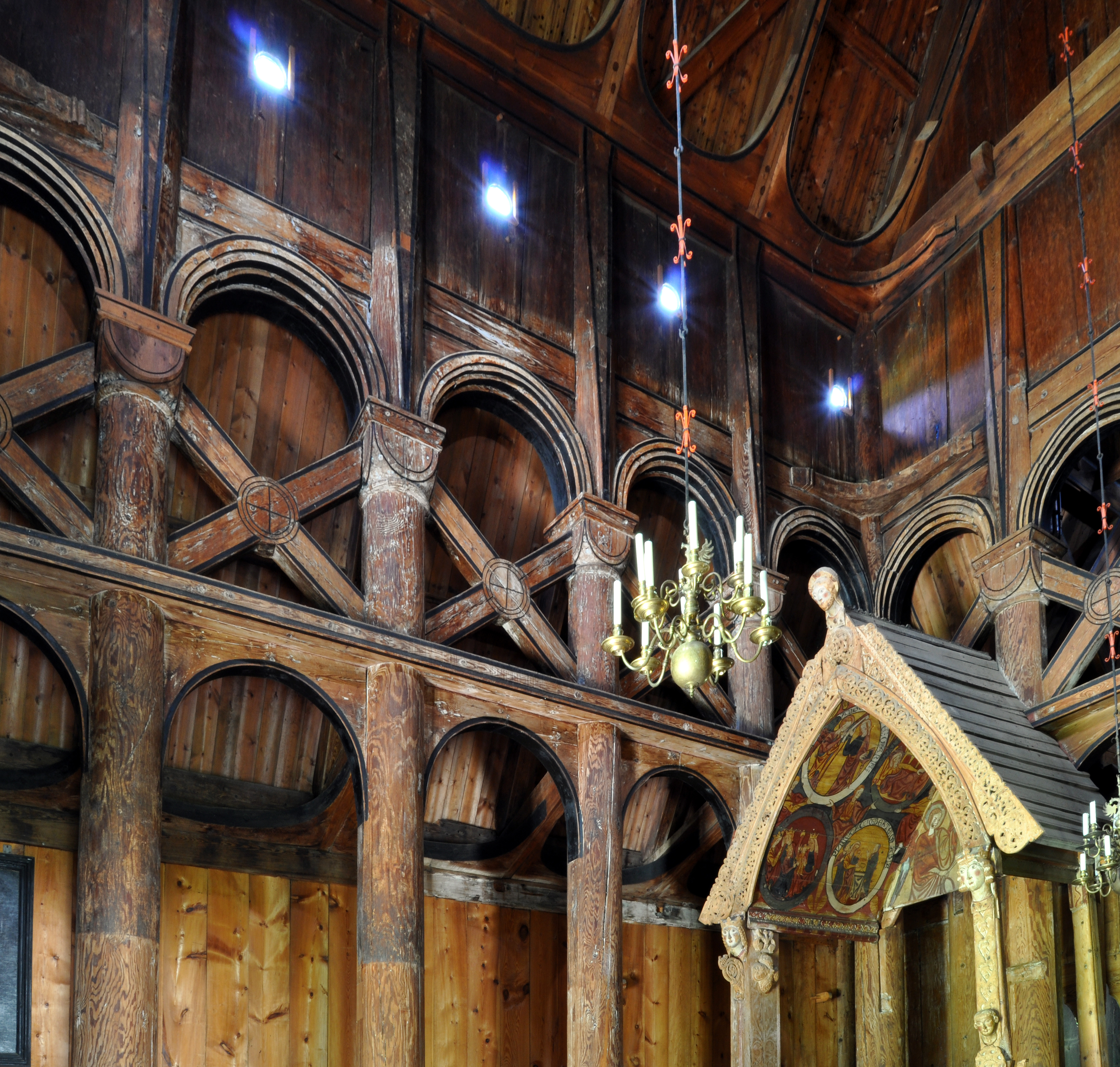
Vy av interiören med ciborium.
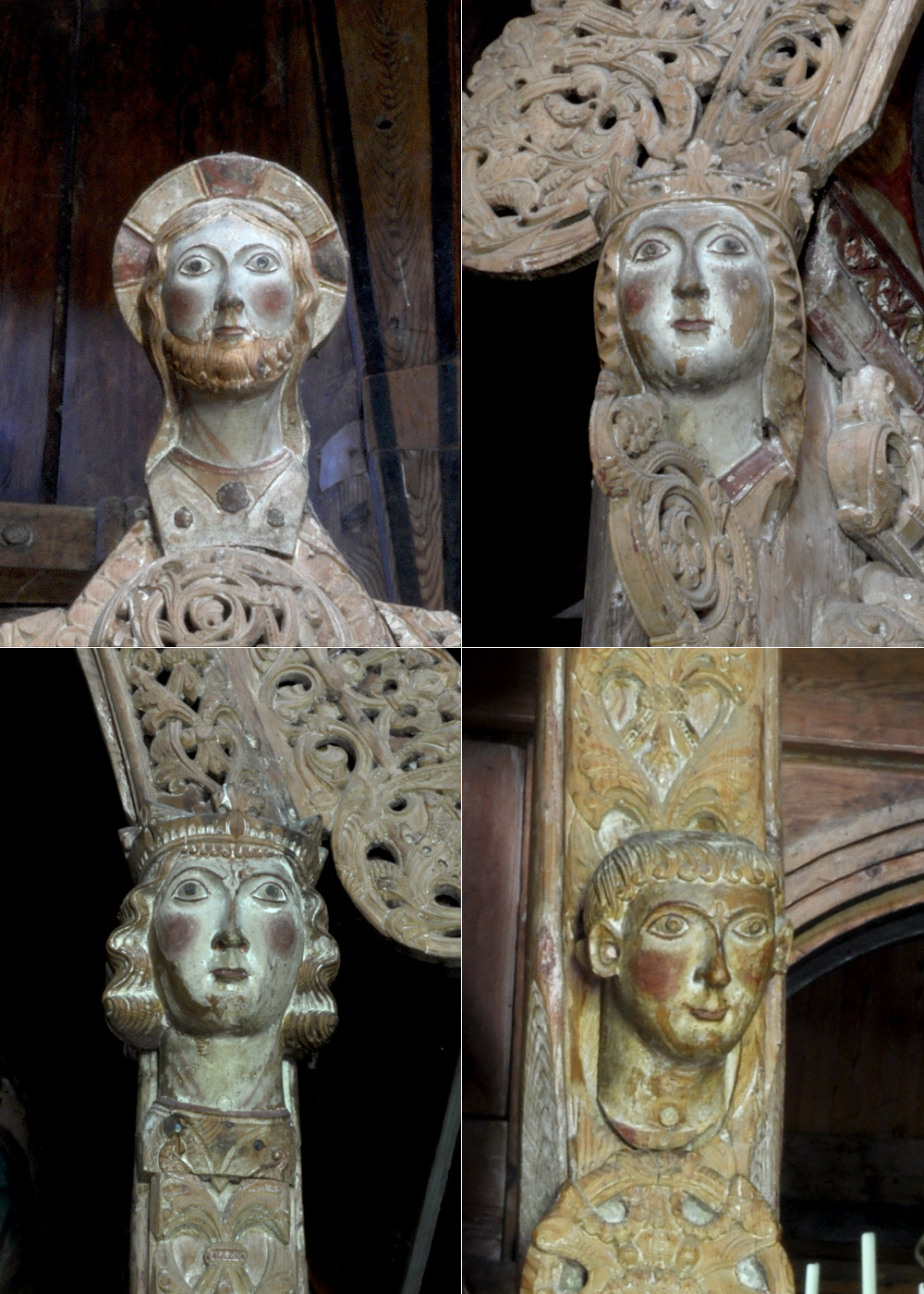
Baldakinhuvuden.
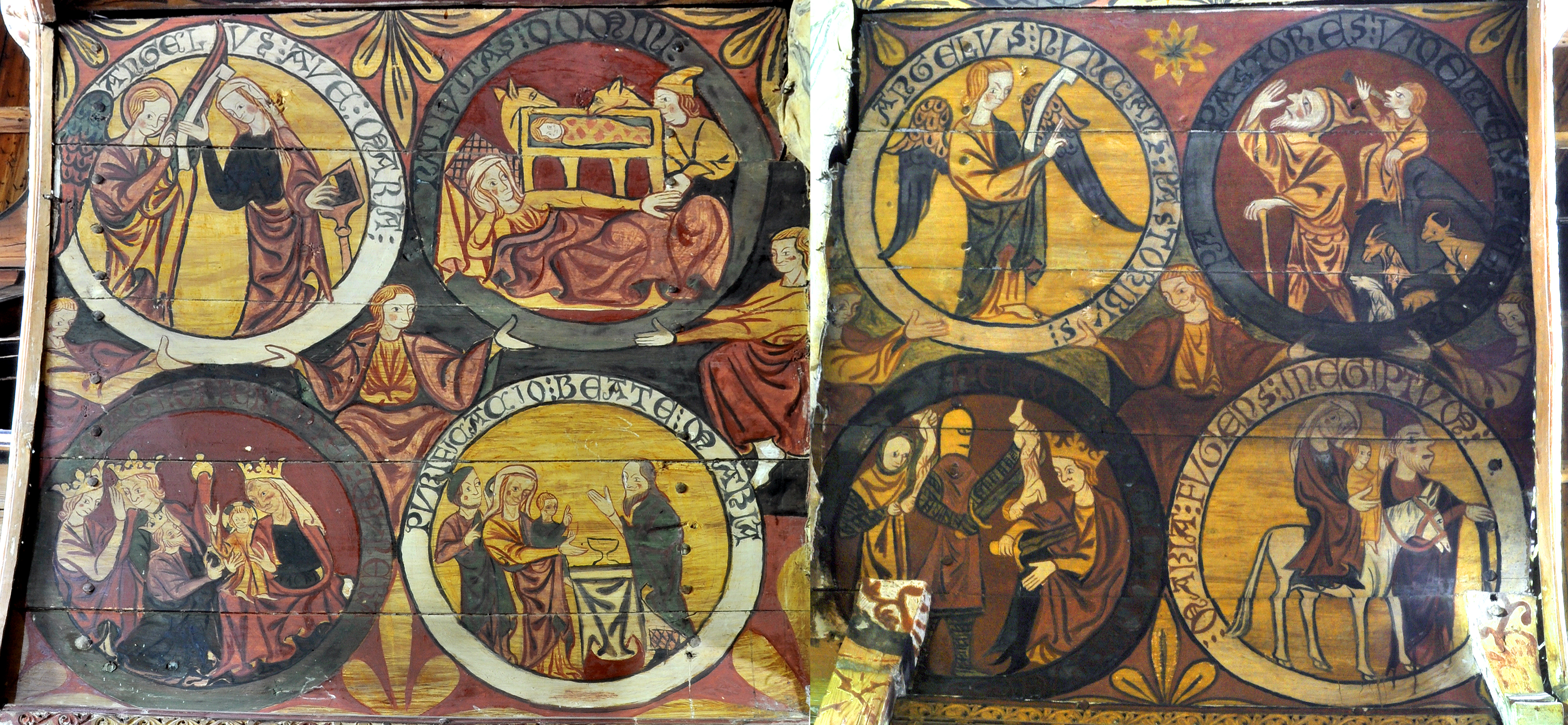
Takmålningar på baldakinen.
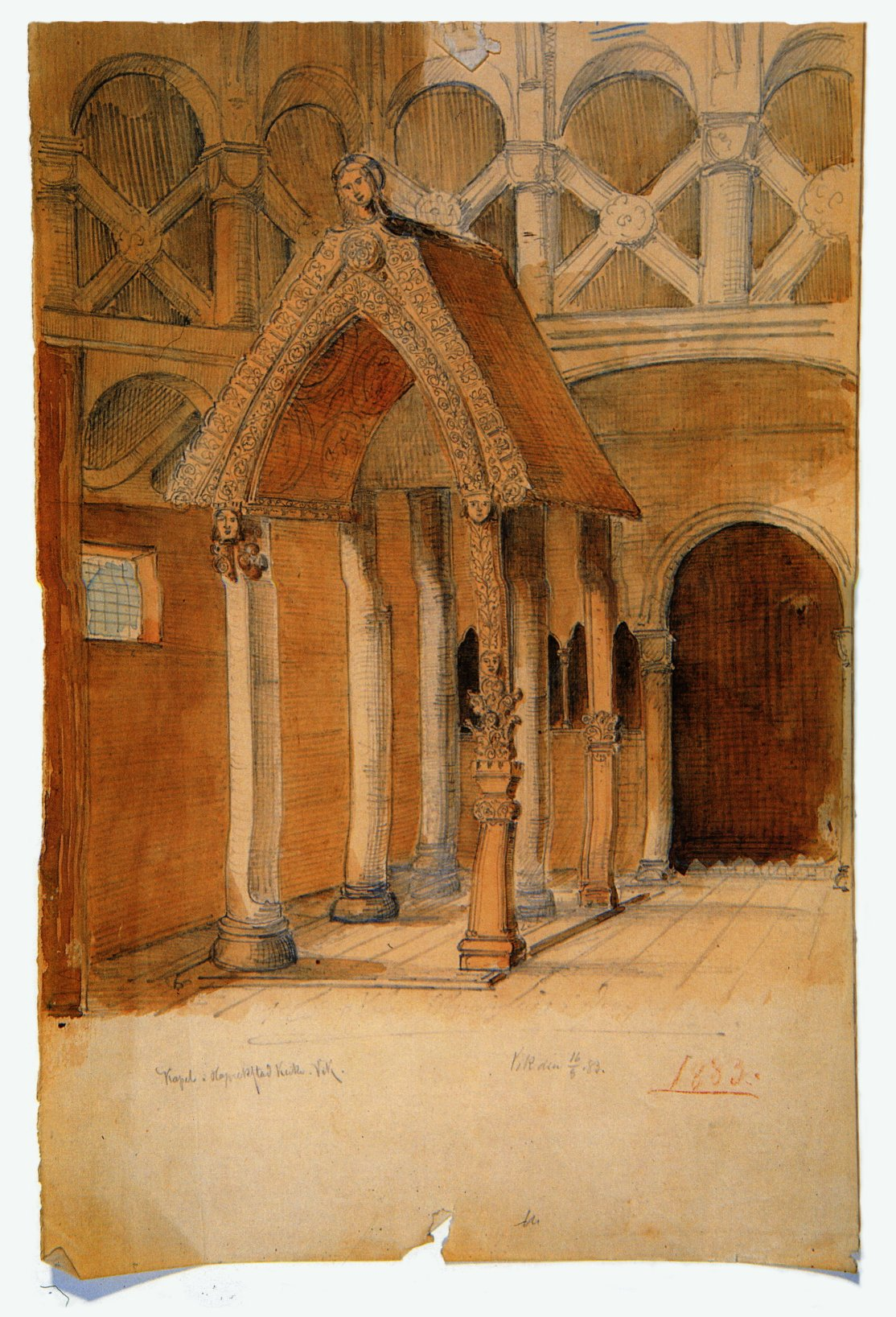
Akvarell från Hopperstads stavkyrka av Peter Andrias Blix, målad 1882.
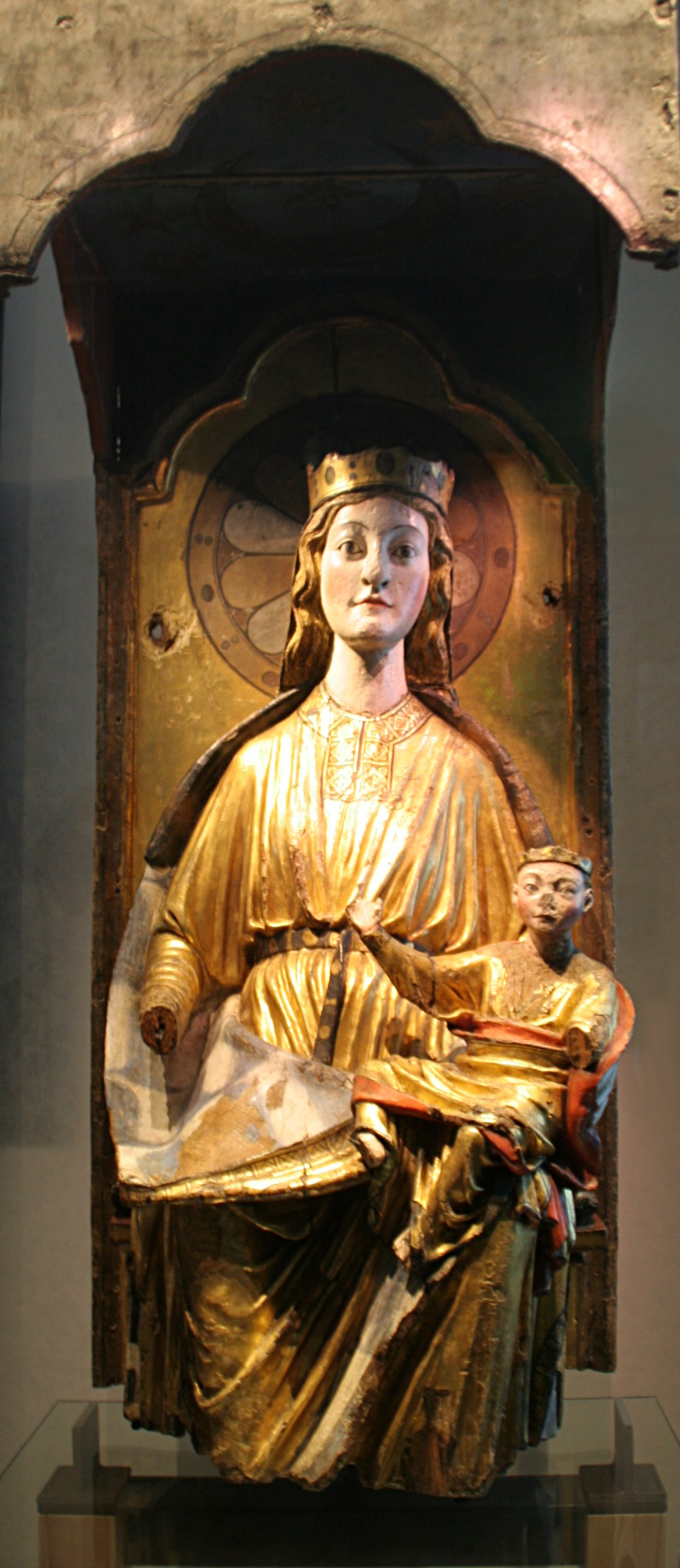
Jungfru Maria med barnet (tidigare i Hopperstads stavkyrka, nu på museum).